# Gpg4win
Gpg4win est un logiciel de chiffrement de fichiers et d’e-mails fonctionnant sous la plupart des versions de Microsoft Windows. Il utilise le système de chiffrement asymétrique de GNU Privacy Guard (GPG) pour chiffrer et signer.
Le logiciel est principalement maintenu par l’Office fédéral de la sécurité des technologies de l'information,
mais Gpg4win lui-même et tous les outils qu’il utilise sont libres et open source et appartient donc au type de logiciels non-privateur  recommandés pour le chiffrement,
à un utilisateur Windows.

## Contenu de l’installateur Gpg4win
- GnuPG : le cœur de l’outil de chiffrement
- Kleopatra : gestionnaire de certificats pour OpenPGP et X.509
- GPA : un autre gestionnaire de certificats (GNU) pour OpenPGP et X.509
- GpgOL : un plugin pour Microsoft Outlook qui permet le chiffrement des e-mails
- GpgEX : un plugin pour Windows Explorer  qui permet le chiffrement des fichiers
- Claws Mail : un client de messagerie très complet qui inclut le plugin pour Gpg
- Gpg4win condensé (Gpg4win Compendium en anglais) : documentation sur Gpg4win2.